# دم‌جنبانک زرد شرقی
دم‌جنبانک زرد شرقی (نام علمی: Motacilla tschutschensis) نام یک گونه از سرده دم‌جنبانک است.